# Јаков Хлитчијев
Јаков Матвејевич Хлитчијев (рус. Яков Матвеевич Хлитчиев; Нахичеван на Дону, 1. децембар 1886 — Београд, 14. април 1963) био је инжењер поморства и професор на Грађевинском и Машинском факултету у Београду, а од 1955. биран је за редовног члана Српске академије наука (САН).

## Биографија
Рођен је 29. новембра 1886. године у Нахичевану на Дону, Руска Империја где је завршио основну школу а класичну гимназију 1904. у Ростову на Дону. Исте године уписао је Политехнички институт императора Петра  у Петровграду - Одељење за бродоградњу. Током прекида предавања у Петровграду (1905/1906. због буржоаске револуције) похађао је Високу техничку школу у Берлину. Дипломирао је у Петровграду 1911. године на одсеку за бродоградњу. Умро је 14. априла 1963, Београду као пензионисани професор Универзитета у Београду и редовни члан Српске академије наука и уметности (САНУ).

### Радна биографија
Одмах након дипломирања посвећује се наставничком позиву на Политехнички институт императора Петра  у Петровграду од 1912. до 1918. године на предметима Теорија еластичности и Наука о чврстоћи бродова. Напоредо са тим радио је као конструктор бродова у конструктивном бироу бродоградилишта морнарице, огледајући се као конструктор крстарице али и транспортних бродова. После избијања Октобарске револуције у Петровграду инж. Ј. Хлитчијев се са породицом пресељава у Херсон где на тамошњем Политехничком институту добија место ванредног професора на предмету Отпорност материјала а у бродоградилишту Херсон постаје директор бродоградилишта у коме ради до краја 1919. године када креће у избеглиштво преко Турске у Југославију. Породица Хлитчијев се настањује у Београду, а Ј. Хлитчијев добија први ангажман на Техничком факултету у Београду где је 1937. године изабран за редовног професора. За све време рада на Универзитету проф. Ј. Хлитчијев се бавио и практичним (привредним) активностима, тако је од 1922. до 1924. године био директор предузећа „Калорија“, од 1924. до 1933. је председник и пословни директор предузећа „Устипрача“, а од 1933. до 1939. године је био пословни директор Рударског друштва „Кална А. Д.". На Униветзитету у Београду ради до своје седамдесете године када по закону одлази у пензију. Захваљујући свом научноистраживачком раду проф. Ј. Хлитчијев је 10. јуна 1955. године изабран за редовног члана Српске академије наука и уметности (САНУ).

### Наставна делатност
Када је 14. априла 1920. године Ј. Хлитчијев постављен за хонорарног професора Техничког факултета за предмете Репетиције из Механике, Графистатике и Хидраулике имао је искуства у држању предавања из области механике на факултетима у Петровграду и Херсону. Посао који је тада добио на Техничком факултету био је нивоа асистента почетника, да ли је то било правдано непознавањем језика или нешто друго не зна се. Сва срећа је била у томе што је шеф катедре за Техничку механику и термодинамику био проф. Иван Арновљевић који је одмах проценио каквог је сарадника добио па је та неправда према њему исправљена 2. маја 1922. године, када је постављен на дужност контрактуалног ванредног професора универзитета. Поред тога проф. Ј. Хлитчијев је имао среће да за асистента добије Милана Вречко, који је свом професору помогао око рада са студентима и у сређивању рукописа за уџбенике из предмета које је држао. Исте године из предмета Механика се издваја предмет Отпорност материјала коју преузима да предаје проф. Ј. Хлитчијев, овом предмету је касније промењен назив у Науку о чврстоћи. У Овом статусу је професор Ј. Хлитчијев провео све до 1937. године када је Указом Министра просвете постављен на место редовног професора универзитета. По ослобођењу земље 1945. године проф. Ј. Хлитчијев је изабран за шефа катедре за Техничку механику Техничког факултета који је тада обједињавао Грађевински, Машински, Електротехнички, Архитектонски, Технолошки и Рударски одсек, а имала је 11 чланова. После реформе Факултета и Универзитета професор Ј. Хлитчијев остаје на Грађевинском факултету, али држи предавања из Теорије осцилација, и Теорије еластичности и студентима Машинског факултета. Поред тога на Машинском факултету је формиран Бродски одсек, као резултат залагања професора Ј. Хлитчијева и нарасле потреба за инжењерима бродограђевинске струке. На том одсеку проф. Ј. Хлитчијев је држао предавања из предмета Теорија бродских конструкција. У статусу редовног професора провео све до школске 1957/1958. године када одлази у пензију. И после одласка у пензију наставио је да држи предавања из Теорије еластичности на Грађевинском факултету.

### Књиге
Проф. Ј. Хлитчијев је поред научностручних радова, објављених у земљи и иностранству, написао девет књига у периоду од 1926. до 1963. које су се између осталог користиле и као универзитетски уџбеници. Већина ових књига је доживела и неколико издања, једна од њих штампана је постхумно, а већина од њих се и данас користи. 
Хлитчијев, Јаков (1926). Наука о чврстоћи (на језику: (језик: српски)). Београд: Удружење студената техничког факултета. стр. 144 страна.
- Хлитчијев, Јаков (1938). Предавања из Теорије еластичности I (на језику: (језик: српски)). Београд. стр. 16 страна.
- Хлитчијев, Јаков; Лазаревић, Д. (1946). Основи технике рачунања (на језику: (језик: српски)). Београд: Просвета. стр. 38 страна.
- Хлитчијев, Јаков (1947). Наука о чврстоћи I (на језику: (језик: српски)). М. Вречко. Београд: Просвета. стр. 142 страна.
- Хлитчијев, Јаков (1948). Поглавља из Теорије еластичности (на језику: (језик: српски)). Београд: Научна књига. стр. 156 страна.
- Хлитчијев, Јаков (1949). Отпорност материјала (на језику: (језик: српски)). М. Вречко. Београд: Научна књига. стр. 213 страна.
- Хлитчијев, Јаков (1950). Поглавља из Теорије еластичности са примерима (на језику: (језик: српски)). Београд: Научна књига.
- Хлитчијев, Јаков (1973). Поглавља из прорачуна бродских конструкција (на језику: (језик: српски)). Београд: Машински факултет. стр. 218 страна.

Књига „Поглавља из прорачуна бродских конструкција“ је настала на основу рукописа проф. Хлитчијева, нађених у његовој заоставштини после његове смрти, на њој је предано радио до краја свога живота. Захваљујући залагању проф. Ненада Зрнића ова књига је угледала светлост дана 1973. године у издању Машинског факултета у Београду.
Поред ових књига, проф. Ј. Хлитчијев је са својим сарадницима превео на српски језик, неколико капиталних књига из области којима се бавио, што је у оно време када су књиге из ових области биле ретке и на страним језицима био немерљив допринос развоју науке, инжењерства и просвете у нас.
- Крилов, Н. А. (1952). „(превод Ј. М. Хлитчијев и М. Вречко)”. О неким диференцијалним једначинама математичке физике (на језику: (језик: српски)). Београд: Научна књига.
- Тимошенко, С. (1956,1965, и 1972). „(превод Ј. М. Хлитчијев, Д. Раденковић и К. Јојић)”. Отпорност материјала Том.I Елементарна теорија и примери (на језику: (језик: српски)). Београд: Грађевинска књига. Проверите вредност парамет(а)ра за датум: |date= (помоћ)
- Тимошенко, С. (1956,1965, и 1972). „(превод Ј. М. Хлитчијев, Д. Раденковић и К. Јојић)”. Отпорност материјала Том.II Виша теорија и примери (на језику: (језик: српски)). Београд: Грађевинска књига. Проверите вредност парамет(а)ра за датум: |date= (помоћ)
- Тимошенко, С. (1962). „(превод Ј. М. Хлитчијев)”. Теорија плоча и љуски (на језику: (језик: српски)). Војновски-Кригер С. Београд: Грађевинска књига. стр. 459 страна.
- Тимошенко, С. (1966). „(превод Ј. М. Хлитчијев и К. Јојић)”. Проблеми вибрација у техници (на језику: (језик: српски)). Београд: Грађевинска књига.

## Признања
За свој дугогодишњи рад академик Јаков Хлитчијев је добио следећа признања:
- Седмојулску награду 1958.
- Награда Савета за научни рад Србије 1959.
- Орден рада са црвеном заставом 1961, и
- Бројне плакете и захвалнице.

Био је такође члан многих домаћих и страних струковних друштава као што су:
- Српске академије наука и уметности (САНУ),
- Савеза Инжењера и техничара Југославије,
- Оснивач и први председник Југословенског друштва за механику,
- Машинског института САНУ „Владимир Фармаковски“,
- Математичког института Србије,
- Главног редакционог одбора часописа „Техника“